# Station Bootle
Bootle is een spoorwegstation van National Rail in Bootle, Copeland in Engeland. Het station is eigendom van Network Rail en wordt beheerd door Northern Rail. Het station langs de Cumbrian Coast Line is geopend in 1859. Het station is een request stop, waar treinen alleen stoppen op verzoek.